# Phantom/Ghost
Phantom Ghost ist ein Musikduo, das aus Thies Mynther und dem Tocotronic-Sänger Dirk von Lowtzow besteht. 

## Geschichte
Dirk von Lowtzow ist Texter, Gitarrist und Sänger bei Tocotronic, Thies Mynther bei unterschiedlichen Bands Musiker oder Produzent.
Das Duo entstand ursprünglich mit dem Vorhaben, gemeinsam John-Cale-Songs zu spielen, entwickelte sich jedoch weiter zu einem Projekt mit einer künstlerischen Mischung aus elektronischer Musik und Literatur. Nachdem 2001 zunächst ein Beitrag auf dem Sampler Ladomat 100 erschienen war, folgte im gleichen Jahr das Album Phantom Ghost. Mit der Veröffentlichung des 2003 erschienenen Nachfolgealbums To Damascus entschieden beide Künstler, das relativ lose Projekt zu einem festen Duo werden zu lassen.
Bei der Inszenierung ihrer Videos inspiriert sie das filmische Schaffen des Regisseurs Dario Argento stark.

## Diskografie

### Alben
- 2001: Phantom Ghost
- 2003: To Damascus
- 2006: Three
- 2009: Thrown Out of Drama School
- 2012: Pardon My English

### Singles
- 2001: Perfect Lovers Pt.1 (12"-Vinyl)
- 2001: Perfect Lovers Pt.2 (12"-Vinyl)
- 2002: Electronic Alcatraz (12"-Vinyl)
- 2003: Nothing Is Written (12"-Vinyl)
- 2003: Born with a Nervous Breakdown (12"-Vinyl)
- 2006: Relax (It's only a Ghost) (12"-Vinyl)
- 2010: Four Shadows (12"-Vinyl)